# Yorkrakine
Yorkrakine is een plaats in de regio Wheatbelt in West-Australië.

## Geschiedenis
Ten tijde van de Europese kolonisatie was de streek een grensgebied tussen de leefgebieden van de Balardong en Njakinjaki Nyungah.
In 1908 gaf toenmalig minister van ruimtelijke ordening en landbouw James Mitchell de streek vrij voor de landbouw. In 1926 werd een gemeenschapszaal gebouwd, de 'Agricultural Hall'. Er was ook ooit een school en winkel.

## Beschrijving
Yorkrakine maakt deel uit van het lokale bestuursgebied (LGA) Shire of Tammin, een landbouwdistrict. Het is een verzamel- en ophaalpunt voor de oogst van de in de streek bij de Co-operative Bulk Handling Group aangesloten graanproducenten.
Tijdens de volkstelling van 2006 werden er 117 inwoners geteld. Op 11 oktober 2008 werd de eeuwfeest van Yorkrakine gevierd. In de resultaten van de daaropvolgende volkstellingen in 2011, 2016 en 2021 kwam het plaatsje niet meer voor.

## Toerisme
Het 'Yorkrakine Rock Reserve' is een natuurreservaat rondom een grote granieten rots. De rots is 341 meter hoog en neemt een oppervlakte van 160 hectare in. Rondom groeien Eucalyptus loxophleba en Acacia acuminata.

## Transport
Yorkrakine ligt 203 kilometer ten oosten van West-Australische hoofdstad Perth, 83 kilometer ten westen van Merredin en 23 kilometer ten noorden van het aan de Great Eastern Highway gelegen Tammin, de hoofdplaats van het lokale bestuursgebied waarvan het deel uitmaakt.

## Galerij

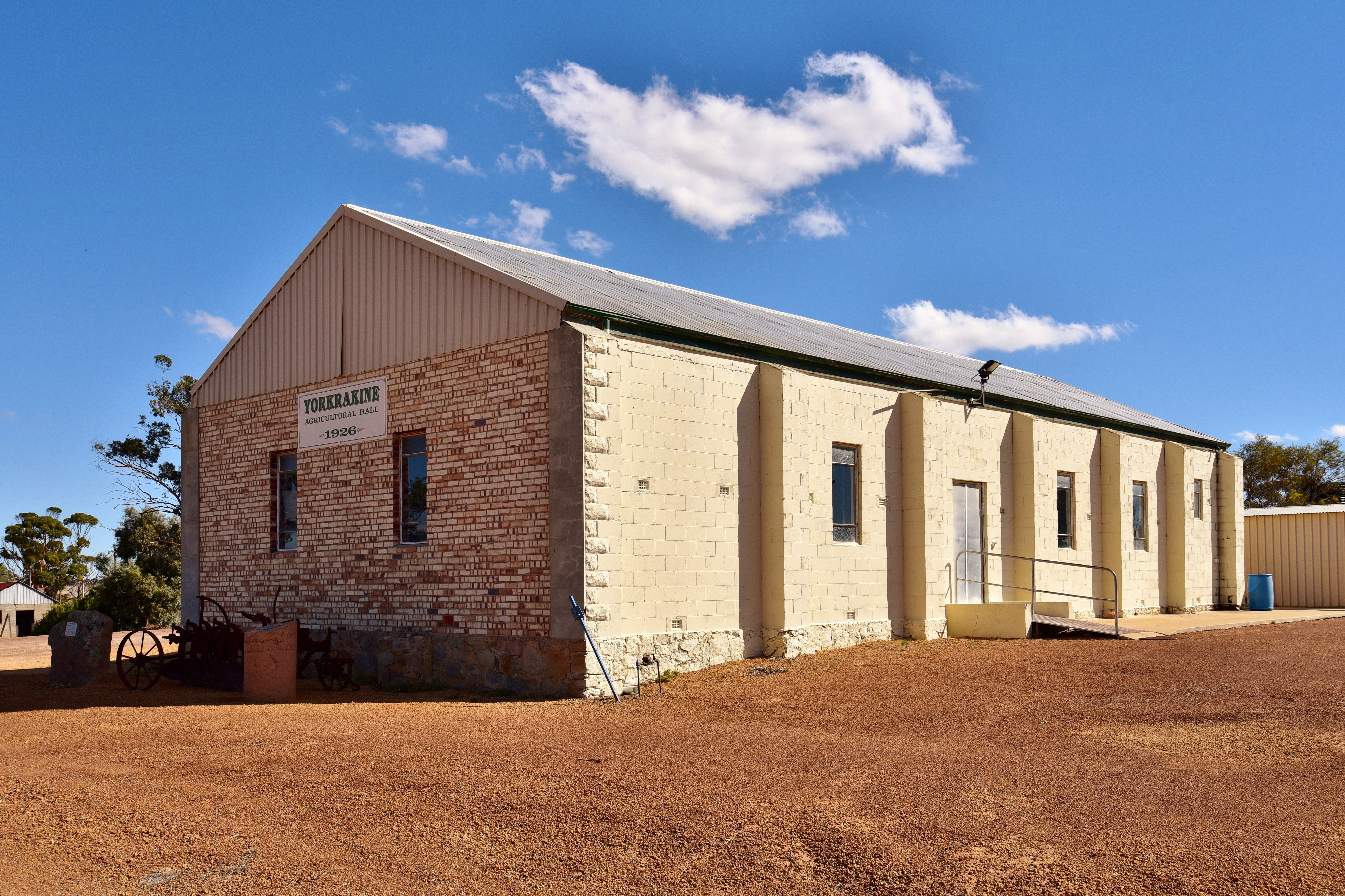
gemeenschapszaal
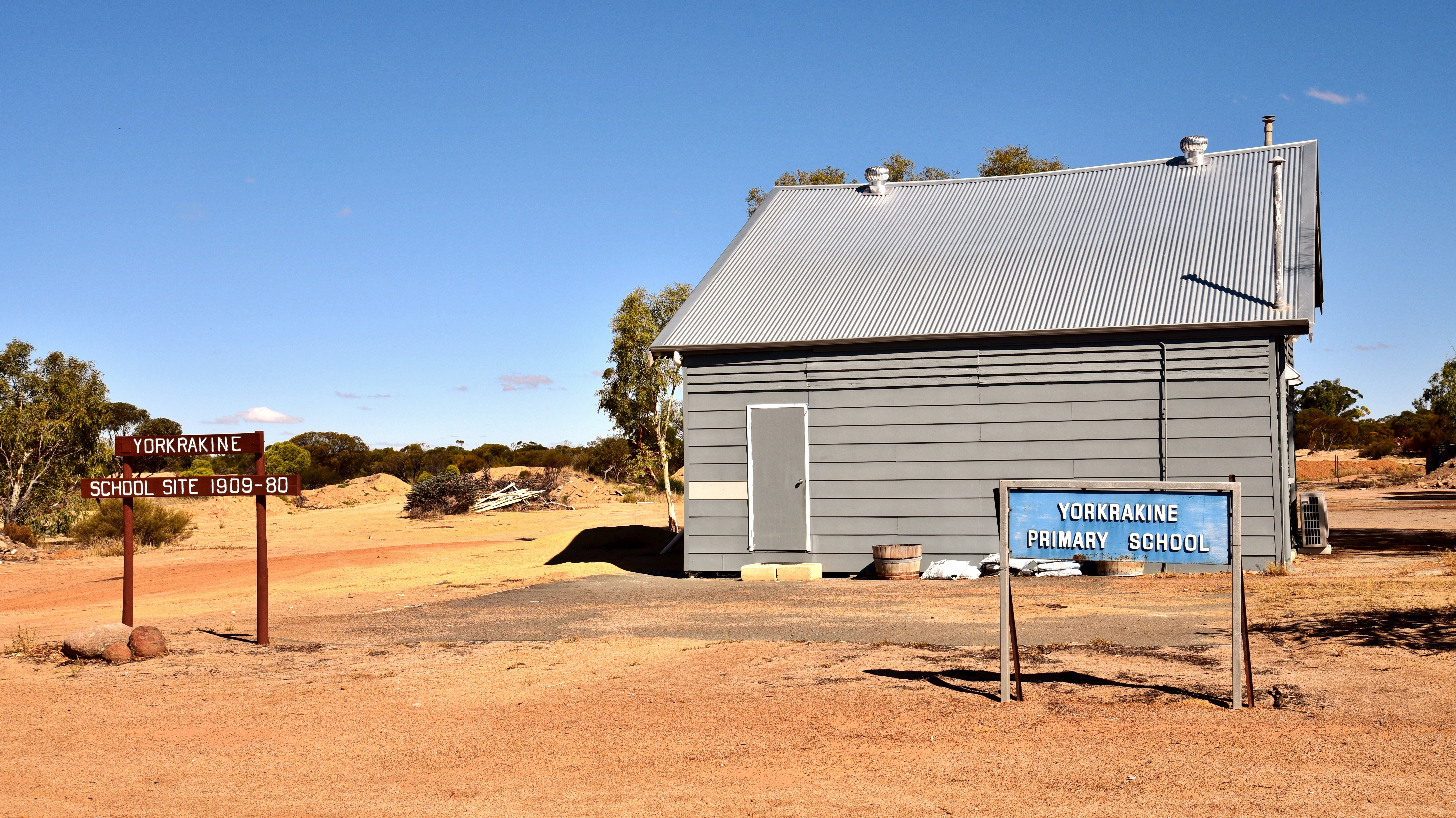
voormalig schooltje
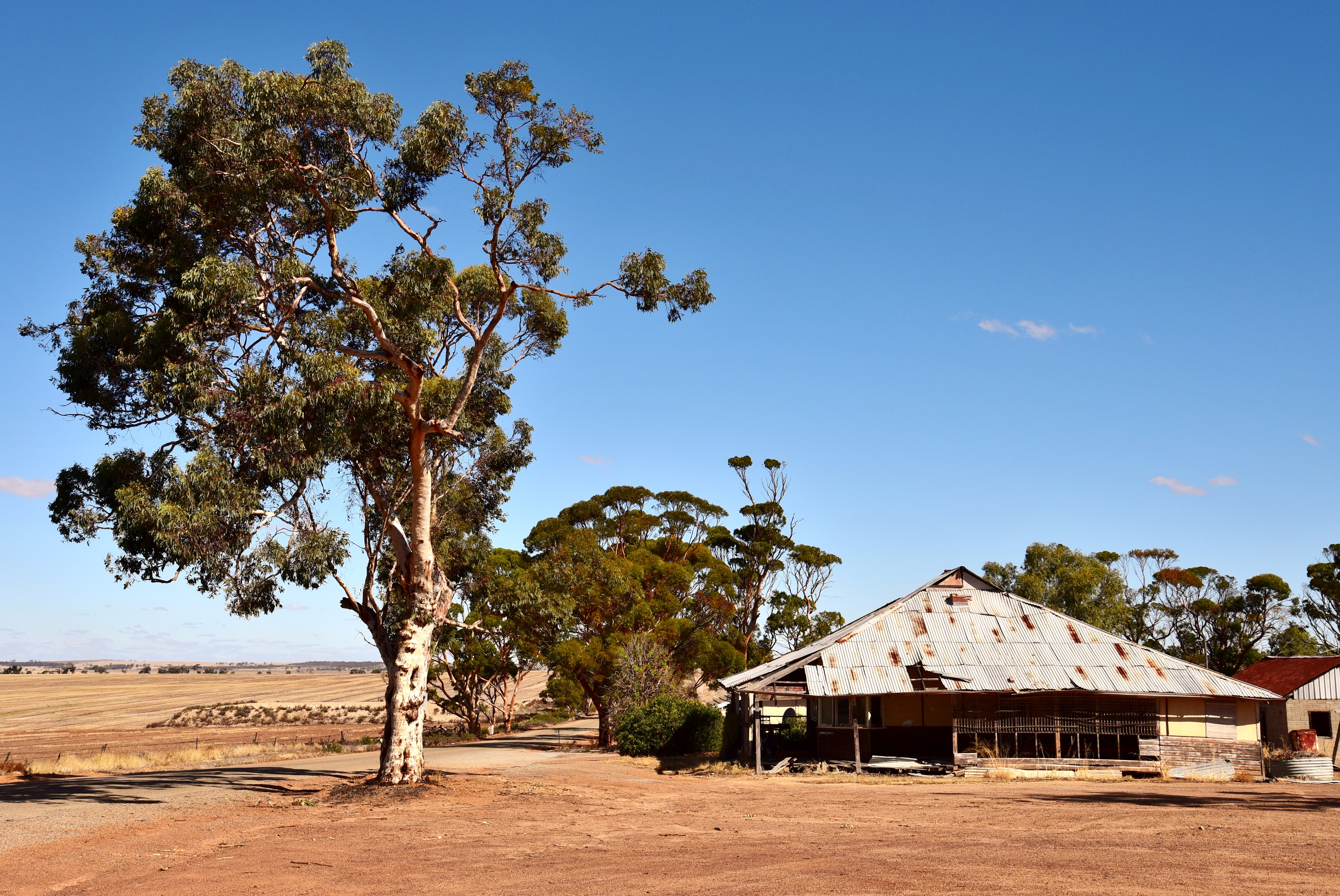
'Bungulla North Road'
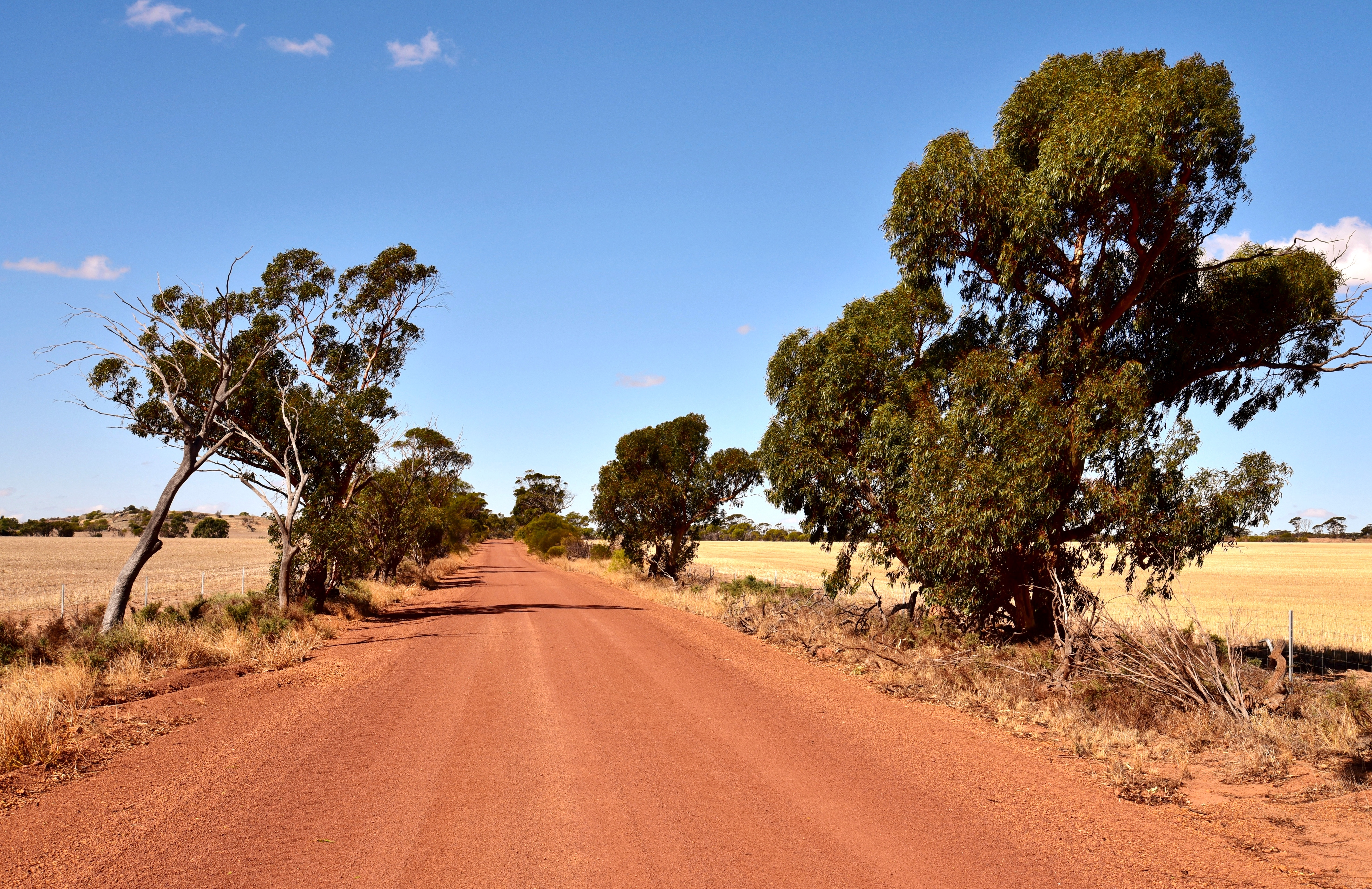
'Yorkrakine West Road'